# Florence (Mississipi)
Florence és una població dels Estats Units a l'estat de Mississipi. Segons el cens del 2000 tenia 2.396 habitants.

## Demografia
Segons el cens del 2000, Florence tenia 2.396 habitants, 931 habitatges, i 701 famílies. La densitat de població era de 157,3 habitants per km².
Dels 931 habitatges en un 41% hi vivien nens de menys de 18 anys, en un 57,8% hi vivien parelles casades, en un 14,6% dones solteres, i en un 24,7% no eren unitats familiars. En el 21,8% dels habitatges hi vivien persones soles el 8,7% de les quals corresponia a persones de 65 anys o més que vivien soles. El nombre mitjà de persones vivint en cada habitatge era de 2,55 i el nombre mitjà de persones que vivien en cada família era de 2,99.
Per edats la població es repartia de la següent manera: un 28,7% tenia menys de 18 anys, un 9,6% entre 18 i 24, un 33,2% entre 25 i 44, un 18,8% de 45 a 60 i un 9,6% 65 anys o més.
L'edat mediana era de 32 anys. Per cada 100 dones de 18 o més anys hi havia 83,2 homes.
La renda mediana per habitatge era de 39.400 $ i la renda mediana per família de 46.250 $. Els homes tenien una renda mediana de 35.030 $ mentre que les dones 24.327 $. La renda per capita de la població era de 18.162 $. Entorn del 9,6% de les famílies i el 10,8% de la població estaven per davall del llindar de pobresa.

## Poblacions més properes
El següent diagrama mostra les poblacions més properes.